# Ithomiini
Los ithomíinos (Ithomiini) son una tribu de la subfamilia Danainae de los lepidópteros ditrisios pertenecientes a la familia Nymphalidae. Incluye 43 géneros y cerca de 370 especies caracterizadas por su sabor ágrio que les hace pobre alimento para predadores. Las larvas de los ithomíinos dependen de plantas de la familia de las solanáceas, con unas pocas excepciones de los grupos más basales.

## Clasificación
Las subtribus dentro de Ithomiini permiten organizar entre 40-45 géneros, clasificación que aún está en frecuentes revisiones dada las conclusiones de investigaciones moleculares, filogenéticas y morfológicas.
- Fuente: The higher classification of Nymphalidae, at Nymphalidae.net
- Nota: Una lista de especies con las propuestas nuevas familias para la subfamilia Ithomiinae está disponible en: .
- Nota: Los nombres precedidos del signo de la igualdad ( = ) son sinónimos, homónimos, nombres rechazados o inválidos.

Tribu Ithomiini Godman & Salvin, 1879 
- (Subtribu Tithoreina Fox, 1940)
  - Elzunia Bryk 1937
  - Tithorea Doubleday 1847 ( = Hirsutis Haensch 1909)
  - Aeria Hübner 1816
- (Subtribu Melinaeina Clark, 1947)
  - Athesis Doubleday 1847 ( = Roswellia Fox 1948)
  - Eutresis Doubleday 1847
  - Athyrtis Felder & Felder 1862
  - Paititia Lamas 1979
  - Olyras Doubleday 1847
  - Patricia Fox 1940
  - Melinaea Hübner 1816 ( = homónimo Melinaea Bates 1862; = Czakia Kremky 1925)
- (Subtribu Mechanitina Bar, 1878)
  - Methona Doubleday 1847 ( = Gelotophye d’Almeida 1940)
  - Thyridia Hübner 1816 ( = Xanthocleis Boisduval 1870; = Aprotopus Kirby 1871; = Aprotopos Kirby 1871)
  - Scada Kirby 1871 ( = homónimo Salacia Hübner 1823; = Heteroscada Schatz 1886)
  - Sais Hübner 1816
  - Forbestra Fox 1967
  - Mechanitis Fabricius 1807 ( = homónimo Nereis Hübner 1806; = nombre en desuso Hymenitis Illiger 1807; = Epimetes Billberg 1820)
- (Subtribu Napeogenina)
  - Aremfoxia Réal 1971
  - Epityches d'Almeida 1938 ( = homónimo Tritonia Geyer 1832)
  - Hyalyris Boisduval 1870 ( = Oreogenes Stichel 1899)
  - Napeogenes Bates 1862 ( = homónimo Ceratonia Boisduval 1870; = Choridis Boisduval 1870)
  - Hypothyris Hübner 1821 ( = Mansueta d'Almeida 1922; = Pseudomechanitis Röber 1930; = Garsauritis d'Almeida 1938; = Rhodussa d'Almeida 1939)
- (Subtribu Ithomiina Godman & Salvin, 1879)
  - Placidina d'Almeida 1928 ( = Placidula d'Almeida 1922)
  - Pagyris Boisduval 1870 ( = Miraleria Haensch 1903)
  - Ithomia Hübner 1816 ( = Dynothea Reakirt, 1866)
- (Subtribu Oleriina)
  - Megoleria Constantino 1999
  - Hyposcada Godman & Salvin 1879
  - Oleria Hübner 1816 ( = Leucothyris Boisduval 1870; = Ollantaya Brown & Freitas 1994)
- (Subtribu Dircennina d'Almeida, 1941)
  - Ceratinia Hübner 1816 ( = Calloleria Godman & Salvin 1879; = Epileria Rebel 1902; = Teracinia Röber 1910)
  - Callithomia Bates 1862 ( = Cleodis Boisduval 1870; = Epithomia Godman & Salvin 1879; = Corbulis Boisduval 1870; = Leithomia Masters 1973)
  - Dircenna Doubleday 1847
  - Hyalenna Forbes 1942
  - Episcada Godman & Salvin 1879 ( = Ceratiscada Brown & d’Almeida 1970; = Prittwitzia Brown, Mielke & Ebert 1970)
  - Haenschia Lamas 2004
  - Pteronymia Butler & Druce 1872 ( = Ernicornis Capronnier 1874; = Parapteronymia Kremky 1925; = Talamancana Haber, Brown & Freitas 1994)
- (Subtribu Godyridina)
  - Velamysta Haensch 1909
  - Godyris Boisduval 1870 ( = Dismenitis Haensch 1903; = Dygoris Fox 1945)
  - Veladyris Fox 1945
  - Hypoleria Godman & Salvin 1879 ( = homónimo Pigritia d’Almeida 1922; = homónimo Pigritina Hedicke 1923; = homonym Heringia d’Almeida 1924)
  - Brevioleria Lamas 2004
  - Mcclungia Fox 1940
  - Greta Hemming 1934 ( = homónimo Hymenitis Hübner 1819; = Hypomenitis Fox 1945)
  - Heterosais Godman & Salvin 1880 ( = Rhadinoptera d'Almeida 1922)
  - Pseudoscada Godman & Salvin 1879 ( = Languida d’Almeida 1922)